# Арш, Григорий Львович
Григорий Львович Арш (21 ноября 1925, Архангельск — 15 сентября 2017, Москва) — советский и российский историк, балканист, медиевист-византинист, сотрудник Института славяноведения РАН.

## Биография
Григорий Львович Арш родился в 1925 году в Архангельске. Участник боевых действий Великой Отечественной войны с июля 1943 по июль 1944 года. В составе войск Степного фронта участвовал в Курской битве, в составе 1-й Белорусского фронта — в боях за освобождение Белоруссии. Был ранен; комиссован из рядов Красной Армии 23.02.1945 года. После войны за полученные ранения представлен райвоенкомом к награждению орденом Красной Звезды и орденом Отечественной войны 1-й степени.
В 1951 г. окончил исторический факультет Ленинградского университета. Работал учителем в школе в Ленинграде, затем поступил в аспирантуру Института истории АН СССР.
К этому времени стал ведущим в СССР специалистом по истории Албании. Глубокое знание албанского языка и литературы, разнообразных исторических источников придавали его трудам фундаментальность и всесторонность в изложении истории Албании и русско-албанских связей от Средневековья до нового и новейшего времени. Григорий Львович Арш — автор истории Албании, которая вышла отдельным разделом семитомной серии коллективных монографий «Международные отношения на Балканах», подготовленных Институтом славяноведения РАН.
Блестящее знание не только Албании, но и вообще Балканского региона побудило ещё в 1960-х годах Григория Арша заняться изучением истории Греции. Значительное внимание историк уделил национально-освободительной войне против Османской империи 1821—1829 годов. Благодаря введению новых архивных дипломатических документов, Григорию Аршу удалось воссоздать комплексную картину событий на Балканском полуострове в первой половине XIX века.
Умер 15 сентября 2017 года в Москве.

## Научная деятельность
В 1959 г. защитил кандидатскую («Некоторые вопросы истории Южной Албании конца XVIII — начала XIX вв.»), в 1969 г. — докторскую диссертацию («Греческое освободительное движение конца XVII — начала XIX в. и русско-греческие связи (этеристы в России)», в Институте славяноведения и балканистики АН СССР). Изданная в 1970 г. в виде монографии, она остаётся хрестоматией периода Греческой революции.
Последние из работ ученого посвящены вопросам национального самосознания греков диаспоры в начале XIX века, филэллинизму и др. Многочисленные труды Арша переведены на албанский, греческий, английский, французский и другие европейские языки.
Одно из важных направлений деятельности ученого — публикация документов из российских архивов, посвященных истории Албании, Греции и русско-балканских связей, в том числе переписка Александра Ипсиланти.
Член редколлегий, ответственный редактор выпусков многотомника «Балканские исследования» (М., 1974—1997, вышло 18 вып.); участвовал в работе авторского коллектива серии монографий «Международные отношения на Балканах» (М., 1983—1997). Член редакционной коллегии научного издания «Modern Greek Studies Yearbook» (США).

### Избранные труды
монографии
- Албания и Эпир в конце XVIII — начале XIX вв. (Западнобалканские пашалыки Османской империи). М., 1963.
- Краткая история Албании. М., 1965.
- Тайное общество «Филики Этерия». М., 1965.
- Этеристское движение в России. М., 1970.
- И. Каподистрия и греческое национально-освободительное движение 1809—1822 гг. М., 1976.
- Краткая история Албании. С древнейших времен до наших дней. М., 1992. (В соавторстве.)
- Иоанн Каподистрия в России (1809—1822). Санкт-Петербург, 2003.
- Россия и борьба Греции за освобождение: от Екатерины II до Николая I. Очерки. М., 2013.

статьи
- Албания // «Международные отношения на Балканах»
- Евгений Булгари в России // ВИ. 1987. № 4
- Тайный узник Венского двора: Александр Ипсиланти в австрийских крепостях // ННИ. 1987. № 2
- Албанские пашалыки: близость конца // Балканские исследования. 1997. Вып. 18
- Греческие колонии Новороссии и их роль в национальном Освобождении Греции // Греция: национальная идея, общество, государство, XVII—XX вв. М., 2002
- К вопросу о национальном самосознании греков в канун революции 1821—1829 гг. // Греческий мир XVIII—XX вв. в новых исторических исследованиях — М., 2006
- Российский государственный филэллинизм XVIII века // От Средневековья до Нового времени. — М, 2006
- Греческая революция 1821—1829 гг. : люди и события // История и современность. — М, 2008
- Российские эмиссары в Пелопоннессе и Архипелагская экспедиция 1770—1774 гг. // Новая и новейшая история. 2010. № 6

## Награды и признание
- орден Красной Звезды
- орден Отечественной войны I степени
- почётный доктор Афинского университета (2005)[4]